# Comarque du Bas Guadalquivir
Le Bas Guadalquivir (en espagnol : Bajo Guadalquivir) est une comarque espagnole située dans la province de Séville, en communauté autonome d’Andalousie. Elle comprend huit communes.

## Communes
- Las Cabezas de San Juan
- El Coronil
- El Cuervo de Sevilla
- Lebrija
- Los Molares
- Los Palacios y Villafranca
- El Palmar de Troya
- Utrera (commune la plus vaste et la plus peuplée de la comarque)

### Sources
- www.sevillainformacion.org, « Comarcas de Sevilla » (consulté le 15 janvier 2008)

- (es) Cet article est partiellement ou en totalité issu de l’article de Wikipédia en espagnol intitulé « Bajo Guadalquivir (comarca) » (voir la liste des auteurs).